# Rue Roquemaurel
La rue Roquemaurel est une voie de Toulouse, chef-lieu de la région Occitanie, dans le Midi de la France.

## Situation et accès

### Description
La rue Roquemaurel est une voie publique. Elle relie les quartiers de la Patte-d'Oie et de Casselardit. 
La chaussée compte, entre l'avenue de Grande-Bretagne et le boulevard Gabriel-Koenigs, une seule voie de circulation automobile en sens unique et, entre le boulevard Gabriel-Koenigs et la rue de l'Abbé-Jules-Lemire, une voie de circulation dans chaque sens. Elle appartient sur toute sa longueur à une zone 30 et la vitesse y est limitée à 30 km/h. Elle est longée par une piste cyclable à double-sens.

### Voies rencontrées
La rue Roquemaurel rencontre les voies suivantes, dans l'ordre des numéros croissants (« g » indique que la rue se situe à gauche, « d » à droite) :
1. Avenue de Grande-Bretagne
2. Boulevard Gabriel-Koenigs
3. Passage Roquemaurel (g)
4. Rue du Professeur-Jacques-Arlet (d)
5. Rue Rosa-Parks (g)
6. Rue Françoise-Giroud (g)
7. Rue Anne-Frank (g)
8. Rue Ella-Maillart (g)
9. Rue de l'Abbé-Jules-Lemire

## Odonymie

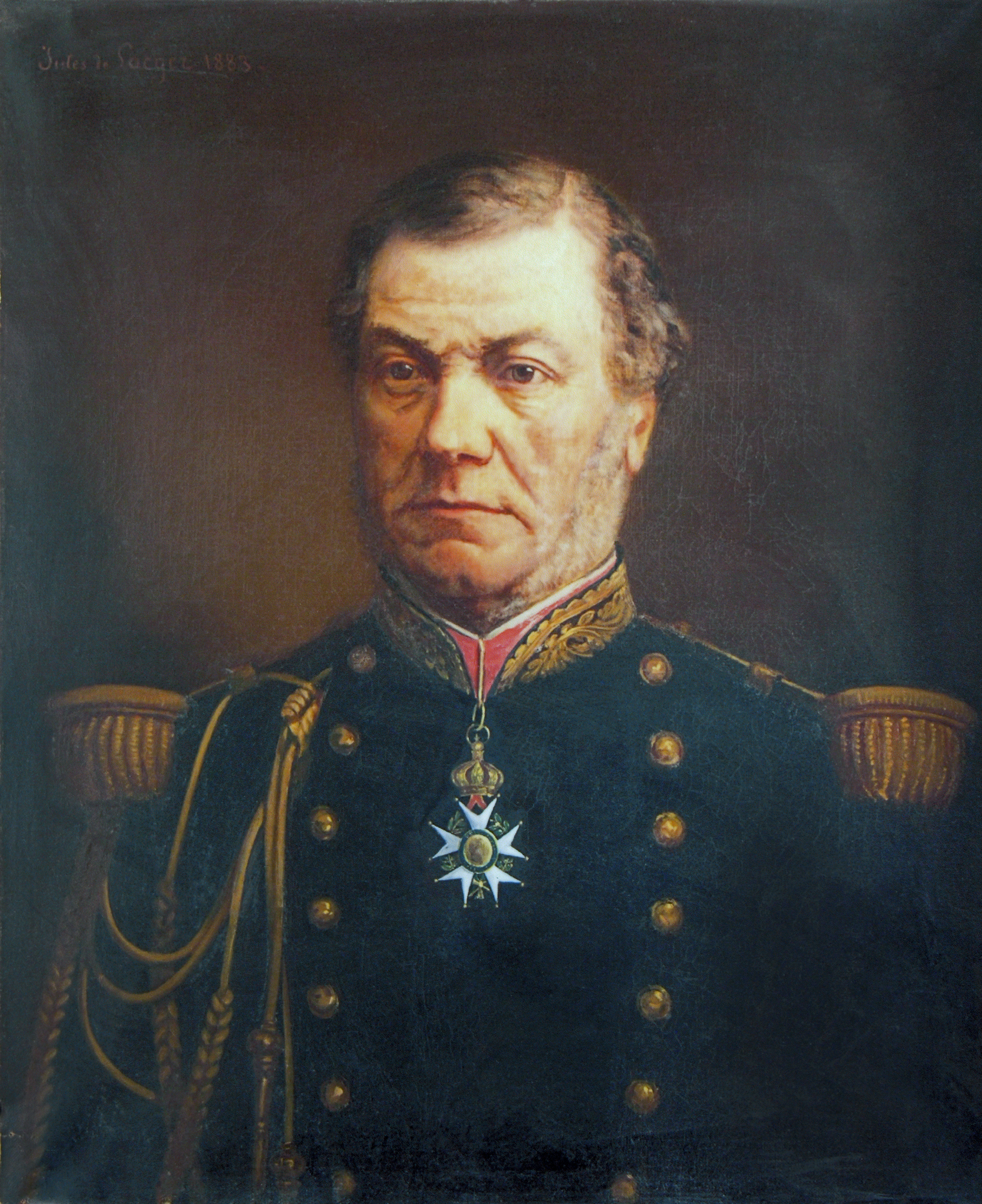
Portrait de Gaston Rocquemaurel par Jules de Lacger (1883, muséum de Toulouse).

La rue est nommée en hommage à Gaston Rocquemaurel, dit « de Roquemaurel » (1804-1878). Fils d'un officier de cavalerie, il entre à l'École polytechnique, puis poursuit une carrière d'officier de marine. En 1830, il participe à l'expédition d'Alger, puis, entre 1837 et 1840, il fait le tour du monde comme second de Jules Dumont d'Urville. Sous la Deuxième République, il est directeur du cabinet du ministre de la Marine, François Arago. Entre 1850 et 1854, il est choisi pour occuper la station navale de la mer de Chine et poursuit l'exploration de l'océan Pacifique et de l'Asie de l'Est. En 1862, il se retire alors à Toulouse, où il entre à l'académie des Jeux floraux, fondant le prix de la Violette d'or. Il fait également don à la ville de sa collection d'objets ethnologiques, dispersée entre le muséum d'histoire naturelle et le musée Georges-Labit.
Entre 1867 et 1903, la rue porta le nom de Barrié, à la suite d'une proposition de l'historien et généalogiste toulousain Alphonse Brémond. Jean Léonard Barrié (1762-1848) est un général de la Révolution et de l'Empire. En 1792, il est volontaire au 1er bataillon de Saint-Gaudens et fait les campagnes contre l'Espagne à l'armée des Pyrénées orientales, puis contre les Sardes et les Autrichiens avec l'armée d'Italie. Sous l'Empire, il combat en Autriche, en Prusse et en Pologne, puis en Espagne. En 1812, il est fait prisonnier par l'armée anglo-portugaise du duc de Wellington à Ciudad Rodrigo. Rentré de captivité en 1814, il se rallie à Napoléon pendant les Cent-Jours.

## Patrimoine et lieux d'intérêt

### Immeuble
- no  9 : résidence Koenigs. 
La résidence Koenigs est construite sur les plans de l'agence Taillandier Architectes Associés pour le compte d'Adoma, bailleur social qui propose 122 logements pour jeunes travailleurs. L'immeuble s'élève sur une parcelle exiguë à l'angle du boulevard Gabriel-Koenigs. Si son architecture est contemporaine, avec l'utilisation de la brique du Savès en façade sur le boulevard. Les murs-rideaux sont constitués d'aluminium anodisé qui se prolonge au rez-de-chaussée en bardage. L'immeuble s'élève sur 21 mètres et neuf niveaux (un sous-sol, un rez-de-chaussée et sept étages). Le rez-de-chaussée est occupé par les pièces de service, les locaux techniques et le logement du gardien, les étages par les logements. Le dernier étage de comble est couvert de zinc, comme le reste de la toiture.

### Base de défense de Toulouse
La caserne Roquemaurel accueille l'état-major du groupement de soutien de la base de défense de Toulouse - Tarbes - Castres (GSBdD TLS). Créé le 1er janvier 2011, son rôle est de soutenir toutes les unités militaires stationnées dans le périmètre de la base de Défense de Toulouse - Castres - Tarbes, dans le domaine de l'administration générale et du soutien courant.
Le site abrite également le service départemental de l'Office national des combattants et des victimes de guerre (ONaCVG).

### Espaces verts
- jardin du Polygone.
- direction municipale du patrimoine végétal.
- no  20 : jardin partagé de Roquemaurel.